# NGC 3277
NGC 3277 é uma galáxia espiral (Sab) localizada na direcção da constelação de Leo Minor. Possui uma declinação de +28° 30' 44" e uma ascensão recta de 10 horas, 32 minutos e 55,4 segundos.
A galáxia NGC 3277 foi descoberta em 11 de Abril de 1785 por William Herschel.